# Saprosites wauensis
Saprosites wauensis är en skalbaggsart som beskrevs av Zdzisława Stebnicka 1984. Saprosites wauensis ingår i släktet Saprosites och familjen Aphodiidae. Inga underarter finns listade i Catalogue of Life.